# Afrikaner Bond

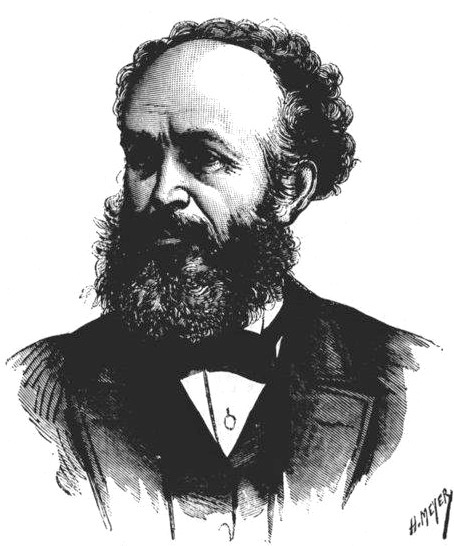
Stephanus Jacobus du Toit (1884)

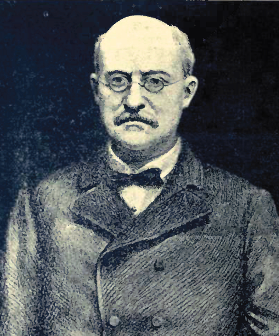
Jan Hendrik Hofmeyr på 1880-talet

Afrikaner Bond (afrikaans och nederländska för "Afrikanerunionen", sydafrikansk-nederländska: Afrikander Bond), grundades som ett antiimperialistiskt politiskt parti under 1800-talet i södra Afrika. Medan dess ursprung var i stort sett i Oranjefristaten, kom den att ha en betydande närvaro i hela regionen, och särskilt i Kapkolonin och Transvaal.

## Historia
Två personer bidrog till att Afrikaner Bond bildades: Stephanus Jacobus du Toit och Jan Hendrik Hofmeyr.
Du Toit var nationalist och en populist med antikapitalistiska och antiimperialistiska tendenser. Han ville se Sydafrika förenat som en republik, under afrikandernas kontroll och fri från brittisk imperialism.
Hofmeyr var en skicklig politiker som föredrog att spela en roll bakom kulisserna. Han försökte mildra spänningarna mellan vita av engelskt och nederländskt ursprung och hade en liberal kapitalistisk hållning. År 1883 segrade Hofmeyr över Du Toit, och det var hans vision om Bond som dominerade organisationen tills den upplöstes, men spänningen mellan en probrittisk och en antibrittisk hållning skulle gå genom organisationens historia och ta olika former i var och en av staterna.